# Gelechioidea
Gelechioidea є надродиною метеликів, яких називають криворогими молями. У 1990-х, ця надродина складала близько 1425 родів і 16250 видів. Було підраховано, що було описано тільки 25% видової різноманітності Gelechioidea. Якщо ця оцінка є точною, Gelechioidea буде одною з найбільших надродин лускокрилих.

## Родини
- Autostichidae
- Agonoxenidae (включають в Blastodacninae)
- Batrachedridae
- Blastobasidae (інколи в Coleophoridae)
- Coleophoridae
- Cosmopterigidae
- Elachistidae
- Ethmiidae (іноді в Elachistidae або Oecophoridae)
- Gelechiidae (іноді в Deoclonidae)
- Glyphidoceridae
- Holcopogonidae (іноді в Oecophoridae)
- Lecithoceridae
- Metachandidae
- Momphidae (інколи в Coleophoridae)
- Oecophoridae
- Pterolonchidae (інколи в Coleophoridae або Xyloryctidae/Oecophoridae)
- Schistonoeidae (іноді в Gelechiidae)
- Scythrididae
- Symmocidae (іноді в Blastobasidae/Coleophoridae або Oecophoridae)
- Xyloryctidae (іноді в Oecophoridae)